# ميغيل سانهويزا
ميغيل سانهويزا (بالإسبانية: Miguel Sanhueza)‏ (30 أغسطس 1991 بتيموكو في تشيلي - ) هو مدرب كرة قدم ولاعب كرة قدم تشيلي في مركز الدفاع. لعب مع نادي كوبريلوا.

## وصلات خارجية
- ميغيل سانهويزا على موقع قاعدة بيانات كرة القدم.إي يو (الإنجليزية)
- ميغيل سانهويزا على موقع قاعدة بيانات كرة القدم.إي يو (الإنجليزية)
- ميغيل سانهويزا على موقع Soccerway.com (الإنجليزية)
- ميغيل سانهويزا على موقع عالم كرة القدم.نت (الإنجليزية)
- ميغيل سانهويزا على موقع AS.com (الإسبانية)